# 36. Waffen-Grenadier-Division der SS
De 36. Waffen-Grenadier-Division der SS, eerder bekend als SS-Sturmbrigade Dirlewanger, vormde een beruchte strafeenheid van de Waffen-SS gedurende de Tweede Wereldoorlog. Waar de oprichting in eerste instantie bedoeld was om te fungeren als anti-partizanen eenheid, werd ze op het einde de oorlog ook ingezet als frontlijneenheid tegen het Rode Leger. Het grootste gedeelte van haar bestaan stond de eenheid onder commando van SS-Oberführer Oskar Dirlewanger.

## Krijgsgeschiedenis

### 1940: Polen
Het Wilddiebkommando (Stroperskommando) begon zijn opleiding in juni 1940. Tijdens de opleiding werden de ongeschikte rekruten verwijderd en slechts 84 stropers bleven over. Toen het bestaan van deze eenheid bekend geraakte, meldden ook niet-stropers zich om uit de concentratiekampen te geraken. Met een sterkte van ongeveer driehonderd man werd het SS-Sonderbataillon Dirlewanger naar het grondgebied van het Generaal-gouvernement overgeplaatst. Gedurende zijn diensttijd in Polen was het SS-Sonderbataillon betrokken bij diefstal, corruptie, plunderingen, verkrachtingen en talloze moorden. Het bataljon was enkel aan Himmler verantwoording schuldig en het kon daarom ongestoord talloze oorlogsmisdaden bedrijven. Pas na talloze klachten kon de "Höhere SS-und Polizeiführer" Krüger het bataljon in februari 1942 naar Wit-Rusland overplaatsen.

### 1942-1943: Wit-Rusland
In Wit-Rusland kwam de eenheid onder bevel van Höherer SS- und Polizeiführer, Erich von dem Bach-Zelewski. Hij gaf ze de vrije hand in het bestrijden van partizanen. Hun gedrag werd nog erger dan in Polen. Ongeveer tweehonderd dorpen werden verwoest en meer dan 120 000 mensen werden gedood in acties waarbij het SS-Sonderbataillon Dirlewanger was betrokken.
Op 20 augustus 1942 werd het bataljon verder uitgebreid. De nieuwe rekruten werden gevormd door moordenaars, verkrachters, overgelopen Russen en gestrafte SS'ers van andere eenheden. In september 1943 was de sterkte groot genoeg om de naam SS-Regiment Dirlewanger te krijgen. Gedurende deze periode was het regiment betrokken in hevige gevechten en Oskar Dirlewanger leidde persoonlijk talloze aanvallen, waarbij hij meermaals gewond werd. De grote verliezen werden aangevuld met nieuwe rekruten uit de Duitse gevangenissen en concentratiekampen.
Na de nederlaag van de Duitse Legergroep Centrum in juni 1944 vluchtte het SS-Regiment Dirlewanger naar het westen. Uiteindelijk bereikten 947 overlevenden Polen, waar ze opnieuw tot een eenheid werden geformeerd.

### 1944: Opstand van Warschau

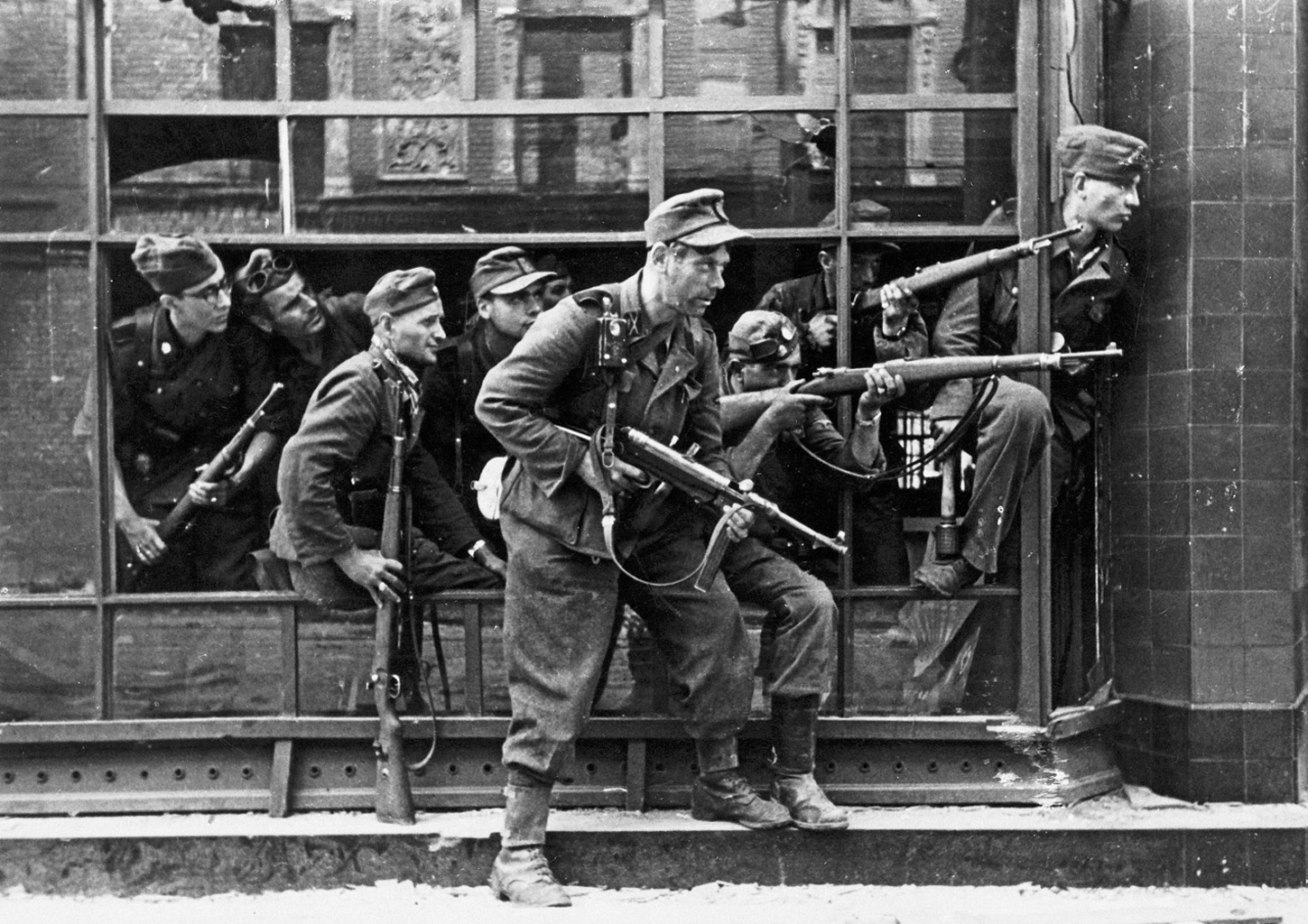
Soldaten van de Dirlewanger Brigade in Warschau in 1944

Op 5 augustus 1944 werd het SS-Regiment Dirlewanger ingezet tijden de Opstand van Warschau. Als onderdeel van de SS-politietroepen onder leiding van SS-Gruppenführer Heinz Reinfarth vocht het regiment samen met een deel van de SS Sturmbrigade RONA onder commando van Bronislav Kaminski in het district Wola tegen de Poolse opstandelingen. Op uitdrukkelijk bevel van Himmler schoten ze tijdens deze actie zonder onderscheid opstandelingen en ongewapende burgers neer. Op 5 augustus executeerden de beide brigades 10 000 Polen. De inwoners van Warschau werden beroofd, verkracht en gedood. Rheinefarth berichtte "Wij hebben meer gevangenen dan munitie om hen te doden."
Toen op 6 augustus 1944 SS-Obergruppenfuhrer von dem Bach-Zelewski arriveerde om het bevel op zich te nemen, gaf hij bevel te stoppen met de executies. Hij plaatste het 4e Oost-Pruisische Infanterieregiment naast het SS-Regiment Dirlewanger om te verhinderen dat de 'Dirlewangers' ook niet-Poolse doelwitten zouden aanvallen. Dirlewanger kreeg zijn manschappen onder controle en het regiment fungeerde terug als militaire eenheid. Hierdoor ontsnapte hij aan het lot van Kaminski, die door de SS na een kort proces ter dood werd veroordeeld en geëxecuteerd.
Na het neerslaan van de opstand werd het SS-Regiment Dirlewanger op 2 oktober naar het zuiden gestuurd. Het werd gepositioneerd in een rustige sector achter de Weichsel. Hier werd het regiment opnieuw uitgerust en aangevuld met nieuwe rekruten uit de Duitse gevangenissen, deserteurs en overlopers. De nieuwe eenheid kreeg de naam 2e SS-Sturmbrigade Dirlewanger en telde ongeveer 4 000 manschappen: 200 stropers (5%), 600 Waffen-SS/Polizei veroordeelden (15%), 2000 Wehrmacht veroordeelden (50%), 1 200 misdadigers (30%).

### 1944: Slovaakse opstand en Hongarije
Tijdens de Slovaakse opstand werd de Dirlewanger-brigade ingezet. Met haar gebruikelijke brutale methode van plunderen, verkrachtingen en moorden verwoestten ze de Slowaakse dorpen. Toen op 30 oktober de opstand was neergeslagen, bleef de brigade hiermee doorgaan.
Op 12 december 1944 werd SS-Brigadeführer Fritz Schmedes, ex commandant van 4. SS-Polizei-Panzergrenadier-Division, aan de Dirlewanger-brigade toegevoegd. Nadat hij had geweigerd een nutteloos bevel van Himmler te gehoorzamen, was hij van zijn commando ontheven en als voorbeeld naar de Dirlewanger-brigade gestuurd. Hij werd de onofficiële tactisch adviseur van Oskar Dirlewanger.
De brigade vocht van 14 december tot 29 december aan het Hongaarse front, maar na zware verliezen werd ze teruggetrokken en naar het rustige Oder-front gestuurd.

### 1945: Duitsland
Op 14 februari 1945 werd de brigade uitgebreid naar een divisie. Deze uitbreiding bestond enkel maar op papier, want er waren geen nieuwe rekruten beschikbaar. De oorspronkelijke regimenten (Waffen-Grenadier Regiment 72 olv SS-Obersturmbannführer Erich Buchmann en Waffen-Grenadier Regiment 73 olv SS-Sturmbannführer Ewald Ehlers) werden versterkt met enkele reguliere legeronderdelen.
Op 15 februari 1945 werd Oskar Dirlewanger voor de 12e keer gewond toen hij persoonlijk een tegenaanval leidde. SS-Brigadeführer Schmedes nam het bevel over.
Op 16 april 1945 bevond de 36. Waffen-Grenadier-Division der SS zich in het pad van het laatste Sovjet-offensief. Tijdens de terugtocht viel deze divisie uiteen. Schmedes probeerde haar te reorganiseren, maar de restanten werden omsingeld in de Halbe-pocket. Volledige compagnieën deserteerden en SS-Sturmbannführer Ewald Ehlers werd gelyncht door zijn eigen manschappen. Op 3 mei 1945 gaven Schmedes en Buchmann zich over aan de Amerikanen.

## Bekende oorlogsmisdaden[2]
Zeven officieren van de divisie hebben gediend in de concentratiekampen en Einsatzgruppen. Dit getal bevat ook officieren die voor of na hun dienst in de divisie in de kampen en Einsatzgruppen hebben gediend.

## Commandanten
| Rang                                                        | Naam              | Begin            | Eind             | Opmerking                                                                      |
| ----------------------------------------------------------- | ----------------- | ---------------- | ---------------- | ------------------------------------------------------------------------------ |
| SS-Oberführer der Reserve (W-SS)                            | Oskar Dirlewanger | Juni 1940        | April 1945       | Op 15 februari 1945 gewond geraakt, en keerde niet meer terug naar de eenheid. |
| SS-Brigadeführer en Generalmajor in de Waffen-SS en politie | Fritz Schmedes    | 20 februari 1945 | 29 februari 1945 |                                                                                |

## Gebied van operatie[7][2]
- 20 februari 1945 – 16 maart 1945: Duitsland (Silezië)
- 16 maart 1945 - 3 mei 1945: Duitsland (rivier de Elbe)

## Samenstelling
SS-Sturmbrigade Dirlewanger, Augustus 1944
- Brigade Stab
- SS-Regiment 1
- SS Regiment 2
- Artillerie-Abteilung
- Füsilier-Kompanie
- Pioneer-Kompanie
- Nachrichtren-Kompanie

36.Waffen-Grenadier-Division der SS, 1 maart 1945
- Division Stab
- 72.Waffen-Grenadier-Regiment der SS
- 73.Waffen-Grenadier-Regiment der SS
- Panzer-Abteilung Stansdorf I'
- Artillerie Abteilung 36
- Füsilier Kompanie 36
- 1244.(Heer) Grenadier-Regiment
- 687.(Heer) Pioneer-Brigade
- 681.(Heer) Schwere-Panzerjäger-Abteilung